# Megachile atrata
Megachile atrata är en biart som beskrevs av Smith 1853. Megachile atrata ingår i släktet tapetserarbin, och familjen buksamlarbin. Inga underarter finns listade i Catalogue of Life.